# Schlacht bei Anthon
Die Schlacht bei Anthon fand am 11. Juni 1430 im Rahmen des Hundertjährigen Kriegs auf dem Gebiet der heutigen Gemeinde Janneyrias im Département Isère statt; sie endete mit einem Sieg der Truppen der Dauphiné.

## Vorgeschichte
Die Dauphinois und ihre Lyoner Verbündeten ergriffen in Erwartung eines bevorstehenden Angriffs die Initiative, um die bereits von den Truppen des Fürsten von Orange besetzten Burgen zurückzuerobern: Auberives, Assieu, Colombier, mit Ausnahme der von Anthon, das sich immer noch in den Händen des Gegners befand. Sobald die Festung Auberives eingenommen war (27. Mai), zog die Armee der Dauphiné nach Norden und drang ins Velin ein, wo sie am 7. Juni 1430 ihr Lager unter den Mauern der Burg Pusignan errichtete. Die Garnison des Fürsten von Orange konnte nicht lange widerstehen und kapitulierte bereits am 9. Juni, d. h. vor dem ersten Angriff.

## Geschichte
In der Schlacht trafen die Armee der Bourguignons, die mit Herzog Amadeus VIII. von Savoyen verbündet war, und die Dauphinois unter der Führung von Gouverneur Raoul de Gaucourt und Humbert de Grolée, Marschall der Dauphiné und Seneschal von Lyonnais, im Kampf um die Kontrolle der Dauphiné aufeinander.
Die 1.600 Mann starke Dauphiné-Armee (zwei Kompanien Langobarden, die Überreste von Verneuil und Orléans dezimierten Dauphinois, Herren aus dem Lyonnais, Beaujolais und Forez) musste sich einer Armee von 4.000 Soldaten stellen, fast dreimal so zahlreich wie ihre, und mussten daher eine Strategie entwickeln, um die Zugehörigkeit der Dauphiné zu Frankreich zu sichern. Sie mussten den Vormarsch der feindlichen Kolonne stoppen und deren Aktivitäten lähmen, indem sie sie in dem undurchdringlichen Dickicht blockierten, die der Gegner durchqueren würde, da der Weg, der nach Colombier führt, mitten im Bois des Franchises verlief.
Die Dauphinois kannten zwei strategische Punkte auf der Route von Anthon nach Colombier: den Kreuzungspunkt des Weges von Colombier mit der Straße nach Lyon und den, wo dieser Weg aus dem Wald kam, auf der Ebene des Bauernhofs La Batterie. Der erste war ein kleines Tal, das von den Quellen des Serve gebildet wird, einem Bach, der in den Sumpf der Léchère mündet, der für viele Kämpfer tödlich wurde.
Humbert de Grôlée hatte die Idee, die in den Ereignissen entscheidend wurde. In großer Geheimhaltung nahm er den Söldnerführer Rodrigue de Villandrando unter Vertrag, der in der Nähe von Annonay lagerte, und der am 27. Mai zu den Truppen des Seneschalls stieß. Der Feldzug verlief dann rasch: Am selben Tag wurde die Burg von Auberives eingenommen und zerstört; Pusignan wurde am 7. Juni eingenommen, Azieu am 8. und Le Colombier am 10. Ohne Pause zu machen, beschloss Humbert de Grolée, den Gegner anzugreifen, die sich in der Nähe von Anthon befand. Als die Kolonnen Oranges auf dem schmalen Pfad zwischen den beiden Kreuzungspunkten marschierten, führte die Anwesenheit der Dauphiné-Armee zu Unruhen in deren Reihen. Die Dauphinois, die im Hinterhalt versteckt waren, griffen plötzlich und überraschend von allen Seiten an. Die starke Kavallerie Oranges saß in der Falle und wurde niedergemacht. Das Geschrei der Dauphinois und die Bombarden Crémieus trugen zum Tumult bei. Bald war die Verwirrung vollständig, eine allgemeine Panik brach aus. Von den Truppen Raoul de Gaucourts daran gehindert, sich in Richtung der Straße nach Lyon zurückzuziehen, ließen die Flüchtenden Waffen und Gepäck zurück und flohen durch die Wälder in Richtung Anthon, wo sie von Grolées Nachhut erwartet wurden, die aus langobardischen Söldnern bestand, die sie an den heutigen Orten namens Burlanchères und weiter nördlich bei Le Cheval Mort niedermachten, wo viele Massengräber gefunden wurden. Mehr als 200 Burgunder ertranken zudem in den Sümpfen der Léchère.

## Ergebnis
Der Dauphiné blieb ein Teil Frankreichs. König Karl VII. beschlagnahmte die Burg Pusignan von Alix de Varax, die sich der Partei des Fürsten von Orange angeschlossen hatte, und überließ sie Rodrigue de Villandrando, der für den Ausgang der Schlacht entscheidend gewesen war. Die gefangen genommenen burgundischen und savoyischen Ritter kamen gegen ein hohes Lösegeld frei.